# Phyllanthus subcarnosus
Phyllanthus subcarnosus är en emblikaväxtart som beskrevs av Charles Wright och August Heinrich Rudolf Grisebach. Phyllanthus subcarnosus ingår i släktet Phyllanthus och familjen emblikaväxter. Inga underarter finns listade i Catalogue of Life.